# Ganguvarpatti
Ganguvarpatti é uma panchayat (vila) no distrito de Theni , no estado indiano de Tamil Nadu.

## Demografia
Segundo o censo de 2001,  Ganguvarpatti  tinha uma população de 10,569 habitantes. Os indivíduos do sexo masculino constituem 51% da população e os do sexo feminino 49%. Ganguvarpatti tem uma taxa de literacia de 57%, inferior à média nacional de 59.5%: a literacia no sexo masculino é de 67% e no sexo feminino é de 47%. Em Ganguvarpatti, 13% da população está abaixo dos 6 anos de idade.